# 文京学院短期大学
文京学院短期大学（日语：／ Bunkyō Gakuin Tanki Daigaku *），简称文京短大，是過去一所位于日本东京都文京区的私立短期大学。2014年廢校。

## 概要

### 简介
- 学校最早可以追溯到1924年[1][2]。短期大学为于1964年开办[2][1]、由学校法人文京学园经营。为男女同校[3]从2006年[2]、招生到于2012年[4]。

### 历史
- 1964年 文京女子短期大学成立并同时设置一个学科即英语英文科[2]。
- 1969年 改名为英语英文学科（再次改名为英语职业科于2011年）[5]。
- 1982年 两个学科成立、以下列举[5]。
  - 保育科（招生到1996年、正式停办于1999年）[5]
- 1988年 保育专攻成立于专科。
  - 经营学科（招生到于1990年、正式停办于1993年）[5]
- 2004年 改校名为文京学院短期大学[2][5]。
- 2006年 开始招収男学生[2]。
- 2012年 招生最后、次年停止招生[4]。

### 宪章
- 请参看文京学院短期大学的标志 （页面存档备份，存于） （日語） 2014年2月18日阅览。

## 学校环境
- 文京校区：在东京都文京区、有了保育科和经营学科
- 埼玉校舍：在了埼玉县入间郡大井町[注 1]、有英语职业科

## 历任校长
- 岛田イシ：第一代短期大学校长[6]。
- 川边信雄：现在短期大学校长[7]

## 组织

### 学科
- 英语职业科
- 经营学科[注 2]
- 保育科[注 3]

### 专科
| - 保育专攻 |

### 业余课程
| - 无 |

### 附属学校
- 前文京女子短期大学附属文京幼儿园：成立于1954年
- 前文京女子短期大学附属第一幼儿园：成立于1966年

### 附属机关
| - 图书馆 - 终身学习中心 |

## 知名校友
- 西尾由佳理：播音员
- 饭作あゆり：前表演艺术家・前艺术体操运动员

## 相关链接
- 日本短期大学列表